# Jacques Collart
Jacques A. Collart (Châtelet, 1 december 1938 - 26 oktober 2018) was een Belgisch volksvertegenwoordiger.

## Levensloop
Collart, kandidaat in de sociale wetenschappen, werd beroepshalve werkleider in een PMS-centrum en was als documentalist verbonden aan de Koninklijke Bibliotheek van België. Daarnaast werd hij voorzitter van de Federatie van Socialistische Onderwijzers in het arrondissement Charleroi. Van 1979 tot 1980 werkte hij tevens als attaché op het kabinet van de toenmalige minister van Nationale Opvoeding Jacques Hoyaux.
In 1970 werd Collart voor de toenmalige PSB, de latere PS verkozen tot gemeenteraadslid van Châtelet, waar hij in 1971 schepen werd. Hij bleef beide functies uitoefenen uit tot in 2000. Tot 1976 was Collart als schepen bevoegd voor Handel, daarna was hij bevoegd voor Schone Kunsten, Cultuur en Jeugd. Ook was hij in Châtelet voorzitter van de sociale huisvestingsmaatschappij  L’Habitation moderne en ondervoorzitter van de Intercommunale voor Sociale Werken voor de streek van Charleroi.
In 1981 werd hij verkozen tot lid van de Kamer van volksvertegenwoordigers voor het arrondissement Charleroi, wat hij bleef tot in 1995. Door de toen bestaande dubbelmandaten zetelde hij in dezelfde periode automatisch ook in de Franse Gemeenschapsraad en de Waalse Gewestraad. In de Franse Gemeenschapsraad was hij van 1985 tot 1987 voorzitter van de commissie Schone Kunsten en in de Waalse Gewestraad van 1992 tot 1994 voorzitter van de commissie Openbare Werken en van 1994 tot 1995 secretaris.
Nadat hij in 1995 niet verkozen raakte in het Waals Parlement, werd hij in 1996 benoemd tot economisch attaché van het Waals Gewest bij de Belgische ambassade in Parijs. Ook was hij vertegenwoordiger van het Agence wallonne à l'exportation, belast met de promotie van Waalse landbouwproducten in Frankrijk, en van 2000 tot 2004 adviseur bij de 'Délégation Wallonie-Bruxelles' in Parijs. In 2012 werd hij nog aangesteld tot lid van de tuchtcommissie binnen de PS. 